# Libron
Le Libron est un fleuve côtier français du département de l'Hérault dans la région Occitanie, qui se jette dans la mer Méditerranée, à l'ouest de la commune de Vias.

## Géographie

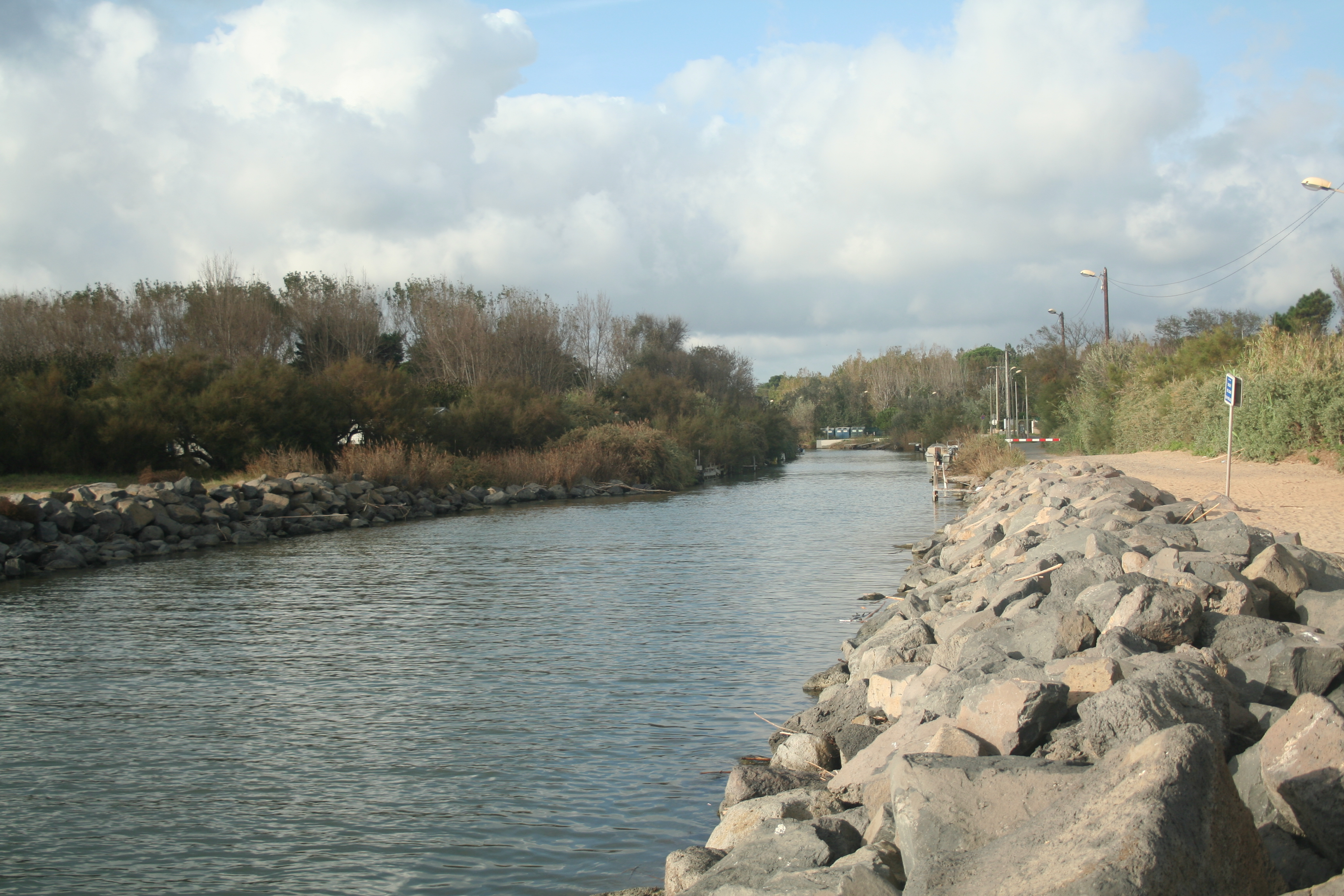
Le Libron sur la commune embouchure de Vias.

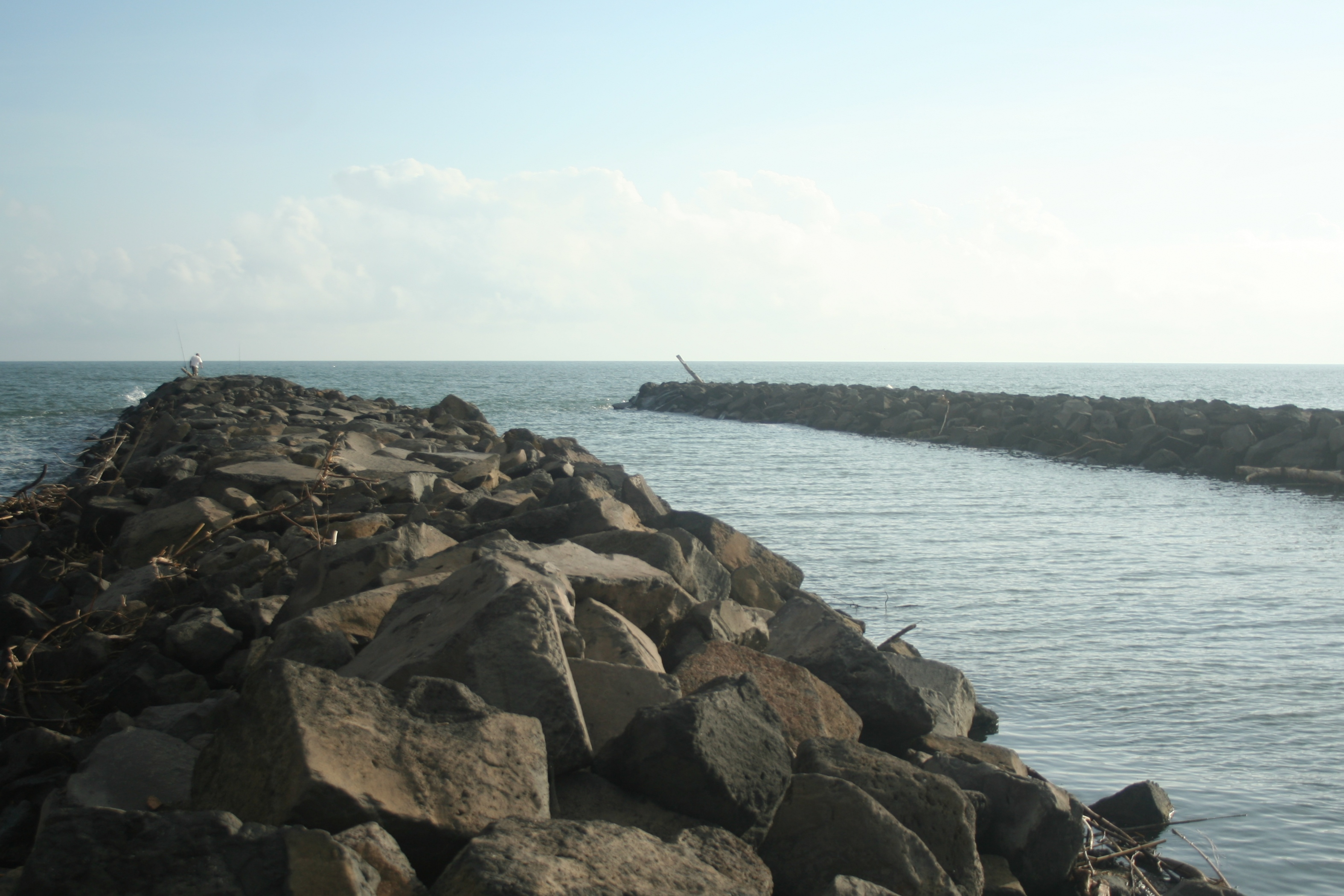
Le Libron à son embouchure sur Vias.

Il est long de 43,9 km et présente une largeur moyenne de 5 m. On peut situer l'amont jusqu'à hauteur de Boujan-sur-Libron, où le fleuve quitte son aspect méandreux et prend un tracé linéaire.
Il prend sa source à Laurens (Hérault) à la confluence de la Naubine et du Sauvanès. Pour le SANDRE, le ruisseau de Sauvanès est son nom en partie haute et il prend source sur la commune de Roquessels, à 256 m d'altitude, près du lieu-dit Le Canal.
Puis il traverse les communes de Magalas, Lieuran-lès-Béziers, Boujan-sur-Libron.
Enfin, il se jette dans la mer Méditerranée vers Vias, après avoir croisé le canal du Midi, grâce à un ensemble d'ouvrages, les ouvrages du Libron,.

### Communes et cantons traversés
Dans le seul département de l'Hérault, le Libron traverse les treize communes suivantes, de l'amont vers l'aval, de Roquessels (source), Faugères, Laurens, Autignac, Magalas, Puissalicon, Puimisson, Lieuran-lès-Béziers, Bassan, Boujan-sur-Libron, Béziers, Montblanc, Vias (embouchure).
Soit en termes de cantons, le Libron prend source dans le canton de Cazouls-lès-Béziers, traverse les canton de Béziers-3, canton de Pézenas, a son embouchure dans le canton d'Agde, le tout dans l'arrondissement de Béziers.

### Toponyme
Le Libron a donné son hydronyme à la commune de Boujan-sur-Libron.

### Bassin versant
Le Libron traverse quatre zones hydrographiques Y241, Y242, Y243 et Y244 pour une superficie totale de 165 km2. Ce bassin versant est constitué à 77,32 % de « territoires agricoles », à 17,32 % de « forêts et milieux semi-naturels », à 5,57 % de « territoires artificialisés ».

### Organisme gestionnaire
Le Libron était géré par le SIGAL ou syndicat intercommunal pour la gestion et l'aménagement du Libron. Le Libron est géré désormais par le SMVOL ou syndicat mixte des Vallées de l'Orb et du Libron, qui a vu son périmètre et ses statuts évoluer en 2009 et qui est sis à Béziers. Un SAGE est mis en œuvre depuis 2010. Il est devenu EPTB depuis le 21 juin 2018.

## Affluents
Le Libron a vingt affluents référencés dont le seul de plus de dix kilomètres de longueur est :
- le ruisseau de Rendoise ou ruisseau de la Baume ou ruisseau du Rouyre ou ruisseau des Peyrais (rg[note 2]), 10,1 km sur quatre communes avec deux affluents et de rang de Strahler deux :
  - le ruisseau de Bonnafous (rd), 2 km sur la seule commune de Servian.
  - le ruisseau de Perpignan (rd), 3,8 km sur la seule commune de Servian.

Le seul autre affluent de rang de Strahler supérieur à deux est :
- le ruisseau de Gournautuc ou ruisseau de Colombel en partie haute (rd), 6,7 km sur les trois communes d'Autignac, Caussiniojouls (source), Laurens, avec trois affluents et de rang de Strahler trois :
  - le ruisseau de Gourbenésech (rg), 1,1 km sur la seule commune de Caussiniojouls.
  - le ruisseau du Mas d'Azil ou ruisseau de Mal-Pas ou ruisseau de Lascouch (rd), 4,1 km sur les deux communes de Caussiniojouls (source), Laurens (confluence), avec un affluent :
    - le ruisseau de la Maurelle (rd), 1,9 km sur les deux communes de Caussiniojouls (source), Laurens (confluence).

  - le ruisseau de Nissau (rd), 2,4 km sur les deux communes d'Autignac et Laurens.

Les autres affluents de longueur inférieure à dix kilomètres et de rang de Strahler inférieur à deux sont :
- le ruisseau de Valinière (rd), 4 km sur les deux communes de Faugères et Laurens.
- le ruisseau de Naubine (rd), 4,3 km sur les deux communes de Faugères et Laurens, avec un affluent :
  - la Rivière (rg), 3 km sur les deux communes de Faugères et Laurens.

- le ruisseau de Tabernole (rd), 2,8 km sur les deux communes d'Autignac et Laurens.
- le ruisseau de Mayroune (rg), 4,2 km sur les deux communes de Magalas et Laurens.
- le ruisseau de Badeaussou (rg), 6,7 km sur les deux communes de Magalas (confluence) et Fouzilhon (source).
- le ruisseau de Riels (rg), 1,5 km sur les deux communes de Magalas (source) et Puissalicon (confluence).
- le ruisseau de Pique Geis (rd), 1,5 km sur les deux communes de Puissalicon et Puimisson.
- le ruisseau du Mont Farrais (rd), 1,9 km sur les deux communes de Lieuran-lès-Béziers et Puimisson.
- le ruisseau de Riels ou ruisseau de Cabrels (rg), 2,7 km sur les deux communes de Espondeilhan, Lieuran-lès-Béziers.
- le ruisseau du Basth (rd), 2,2 km sur la seule commune de Lieuran-lès-Béziers avec deux affluents :
  - le ruisseau de la Sèbe (rg), 2,1 km sur les deux communes de Puimisson (source) et Lieuran-lès-Béziers (confluence).
  - le ruisseau des Combes (rd), 1,5 km sur la seule commune de Lieuran-lès-Béziers.
- le ruisseau de Vinassac (rd), 4,2 km sur les cinq communes de Puimison, Pailhes, Lieuran-lès-Béziers, Bassan, Corneilhan.
- le ruisseau de la Garenne (rd), 3,4 km sur les deux communes de Corneilhan (source) et Lieuran-lès-Béziers (confluence).
- le ruisseau de l'Aire ou ruisseau de Pré Long (rd), 4,8 km sur les deux communes de Corneilhan (source) et Lieuran-lès-Béziers (confluence) avec un affluent :
  - le ruisseau de Précaussi ou ruisseau de Précausy[note 3] (rd), 1,2 km sur la seule commune de Corneilhan.
- le ruisseau de Sagnes (rd), 2,2 km sur les trois communes de Lieuran-lès-Béziers, Corneilhan, Béziers.
- le ruisseau de Sauze (rg), 1,1 km sur les deux communes de Béziers et Boujan-sur-Libron.
- le ruisseau de l'Ardaillou (rg), 6,5 km sur les trois communes de Bassan (source), Béziers (confluence) et Boujan-sur-Libron avec trois affluents :
  - le ruisseau de Boute Sirvain, 6,5 km sur les deux communes Bassan (source), Béziers.
  - le ruisseau de Combe d'Enguines ou ruisseau de la Masolle (rd), 2,1 km sur les deux communes de Servian et Boujan-sur-Libron.
  - le ruisseau des Fals (rg), 1,5 km sur les deux communes de Béziers (confluence) et Boujan-sur-Libron (source).
- le ruisseau de Montimas (rd), 3 km sur la seule commune de Béziers.
- le Fossé Maïré ou ruisseau Jouarel (rg), 6 km sur les deux communes de Montblanc et Vias, avec un affluent :
  - le Ruisseau de Serre (rg), 1,6 km sur les trois communes de Montblanc (source), Bessan et Vias (confluence).

### Rang de Strahler
Donc le rang de Strahler du Libron est de quatre par le ruisseau de Gournautuc ou ruisseau de Colombe.

## Hydrologie
Le Libron a un débit faible. Son régime hydrologique est dit pluvial méridional.

### Le Libron à Magalas
Le Libron a été observé à la station Y2414010 - le Libron à Magalas (Saint-Jean), à 100 m d'altitude, pour un bassin versant de 36,5 km2, du 1er février 1968 au 1er janvier 1974.
Son module est de 0,29 m3/s.

### Crues
Le fleuve a connu des crues dévastatrices, dont la plus spectaculaire a été observée durant l’automne 1964.
Le débit instantané maximal observé pendant la période de quatre ans a été de 10,5 m3/s le 1er janvier 1973 et le débit journalier maximal 12,60 m3/s le 17 janvier 1972.

## Aménagements
Le fleuve a été rectifié dans sa partie aval, du débouché en mer jusqu’en amont du Canal du Midi. Aujourd’hui, il subsiste encore le grau naturel du Libron mais une installation permet de canaliser par-dessus les eaux du canal, les eaux torrentielles évitant ainsi l'ensablement de ce dernier dû à la présence de limon dans le lit du Libron.
Des rectifications et endiguements ont également été faits entre Boujan sur Libron et le Canal du Midi.
Sur Laurens, dans la partie amont du fleuve un bétonnage du lit a été réalisé.
D'autres aménagements, comme l'aménagement des berges du lit à hauteur de Lieuran-lès-Béziers, Magalas, ainsi que des opérations de recalibrage en aval du barrage.

## Pollution
Les caves coopératives et caves particulières par le pluvial, étaient des causes de pollution.
Il y a cinq stations d'épuration, à proximité du lit du fleuve : Laurens, Magalas, Lieuran, Boujan-sur-Libron. L'amélioration de leur fonctionnement est une urgence, notamment à Lieuran et Boujan. La commune de Magalas dispose d'une station d'épuration récente mise en fonctionnement en juin 2007, calibrée à 4 000 habitants.
La cave de Laurens a été intégrée dans l'union de coopérative L'occitane (2010) et ne vinifie plus que les vins de pays. La cave de Magalas a été détruite en juin 2011 (le bassin de décantation voisin du Libron est désaffecté).
La cave coopérative de Lieuran rejette des eaux de lavage de sol non collectées. Boujan peut être à l'origine de pollution.
Les captages pour l'eau potable publique étaient faits dans la nappe alluviale. Ils ne couvraient pas les besoins de la population au milieu du vingtième siècle. C'est pour cela que le Syndicat Intercommunal de la Rive Gauche de l'Orb a mis en place un réseau : Faugères, Laurens, Autignac et Magalas ne prélèvent plus d'eau dans le Libron. L'eau vient de la Mare et de plus en plus d'un forage à Faugères (Lacan). Puissalicon pompait dans les alluvions du Libron, à Canet. En 2010, pour ne plus avoir de problème de taux excessif en pesticides, la commune a fait un forage, à 300 m à l'ouest du fleuve, de 100 m environ, pour capter les eaux qui viennent en profondeur, de la région de Cabrières.
Lors de l'été de 2005, l'eau potable de Lieuran, dont les deux stations de captage proviennent d'une nappe phréatique, était polluée et impropre à la consommation durant trois semaines.
Le Libron, du fait de son faible débit, est sensible à l'eutrophisation causant une diminution de la biodiversité.

## Galerie
Ouvrages au croisement du canal du Midi et du Libron.

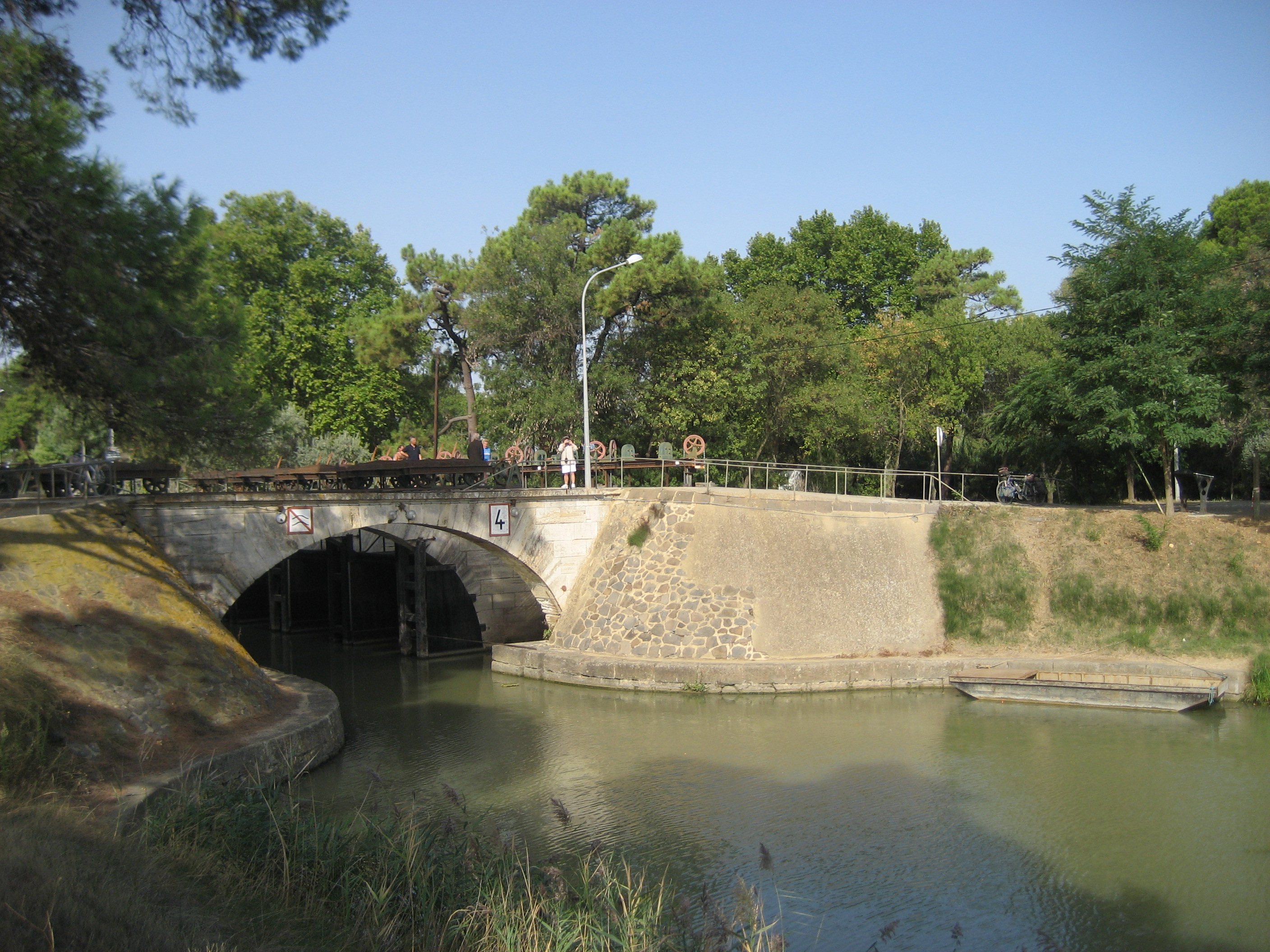
Canal du Midi : les ouvrages du Libron, aux environs de Vias, près d'Agde.
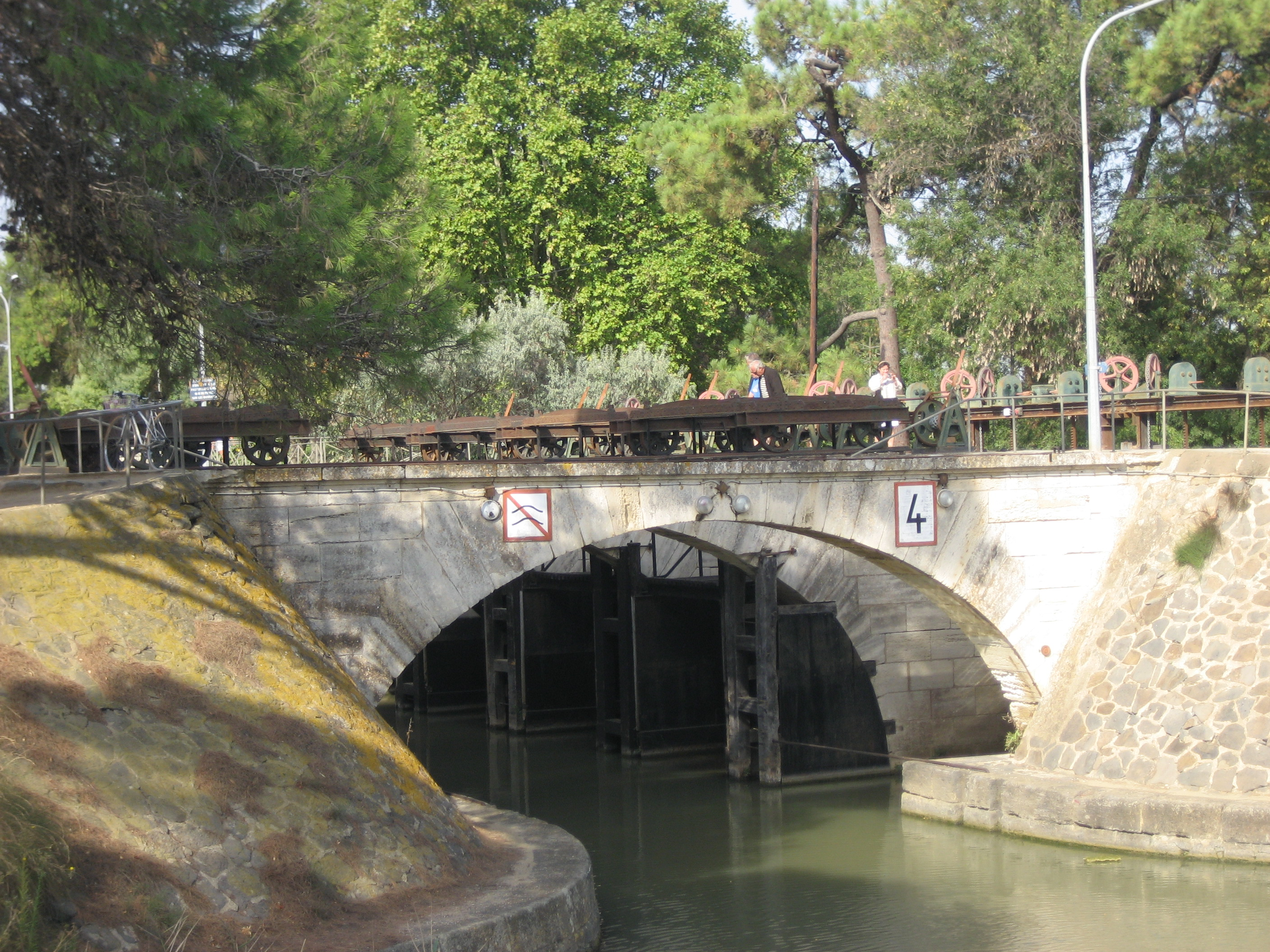
Canal du Midi : les ouvrages du Libron permettant au canal du Midi de passer un cours d'eau.
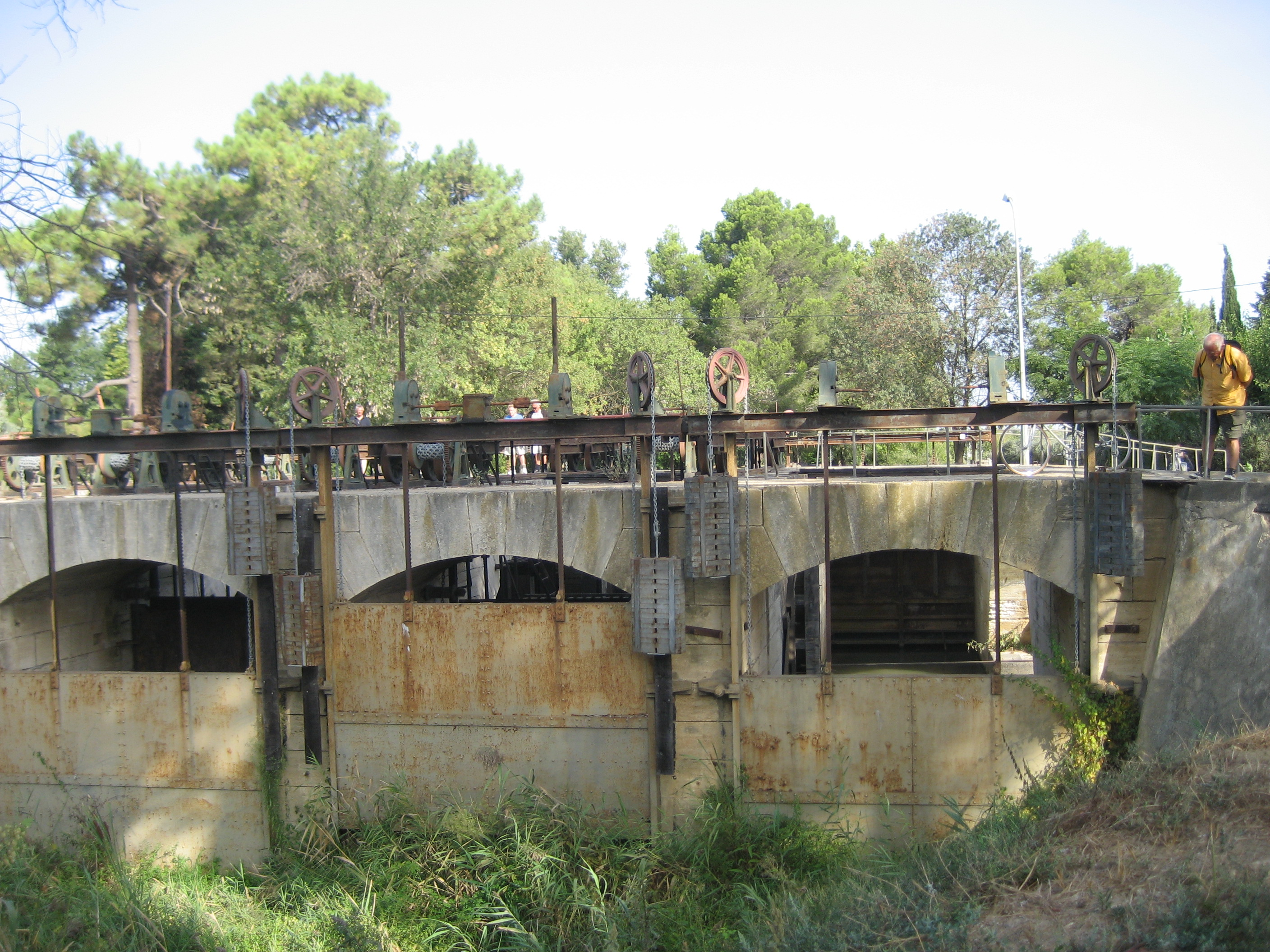
Le Libron est une petite rivière qui croise le canal du Midi.
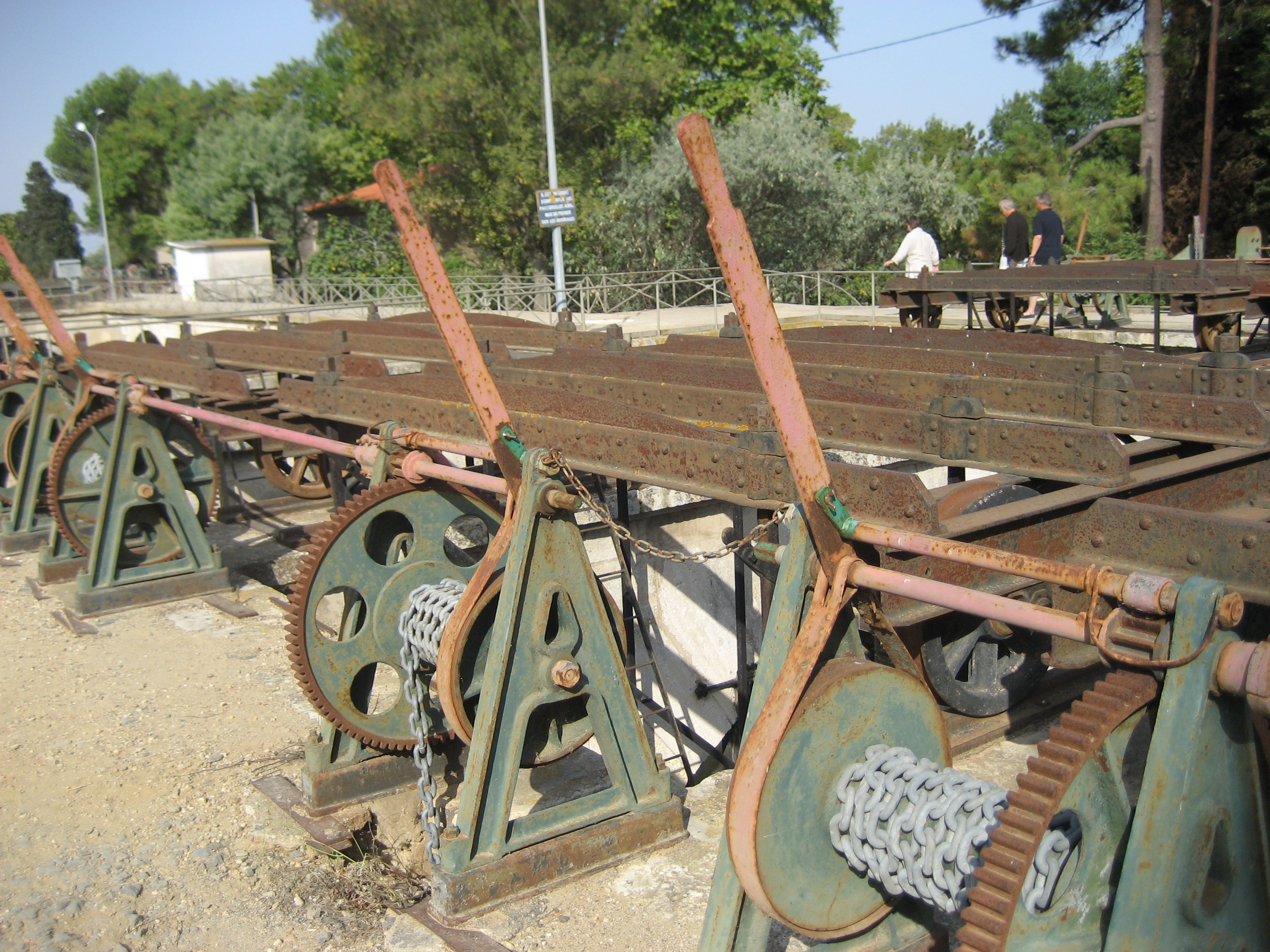
Les ouvrages du Libron.
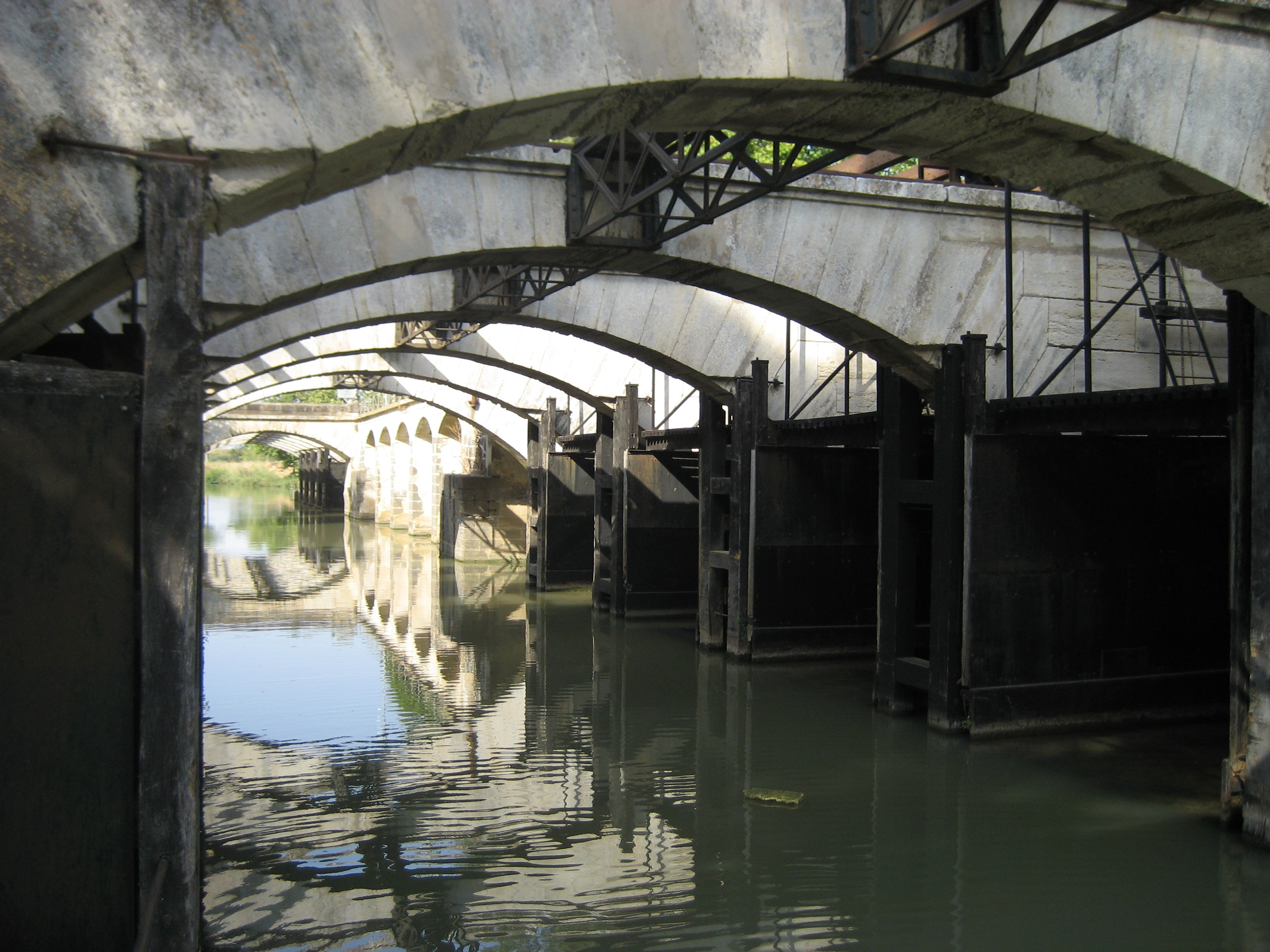
Les ouvrages du Libron datent du XIXe siècle.
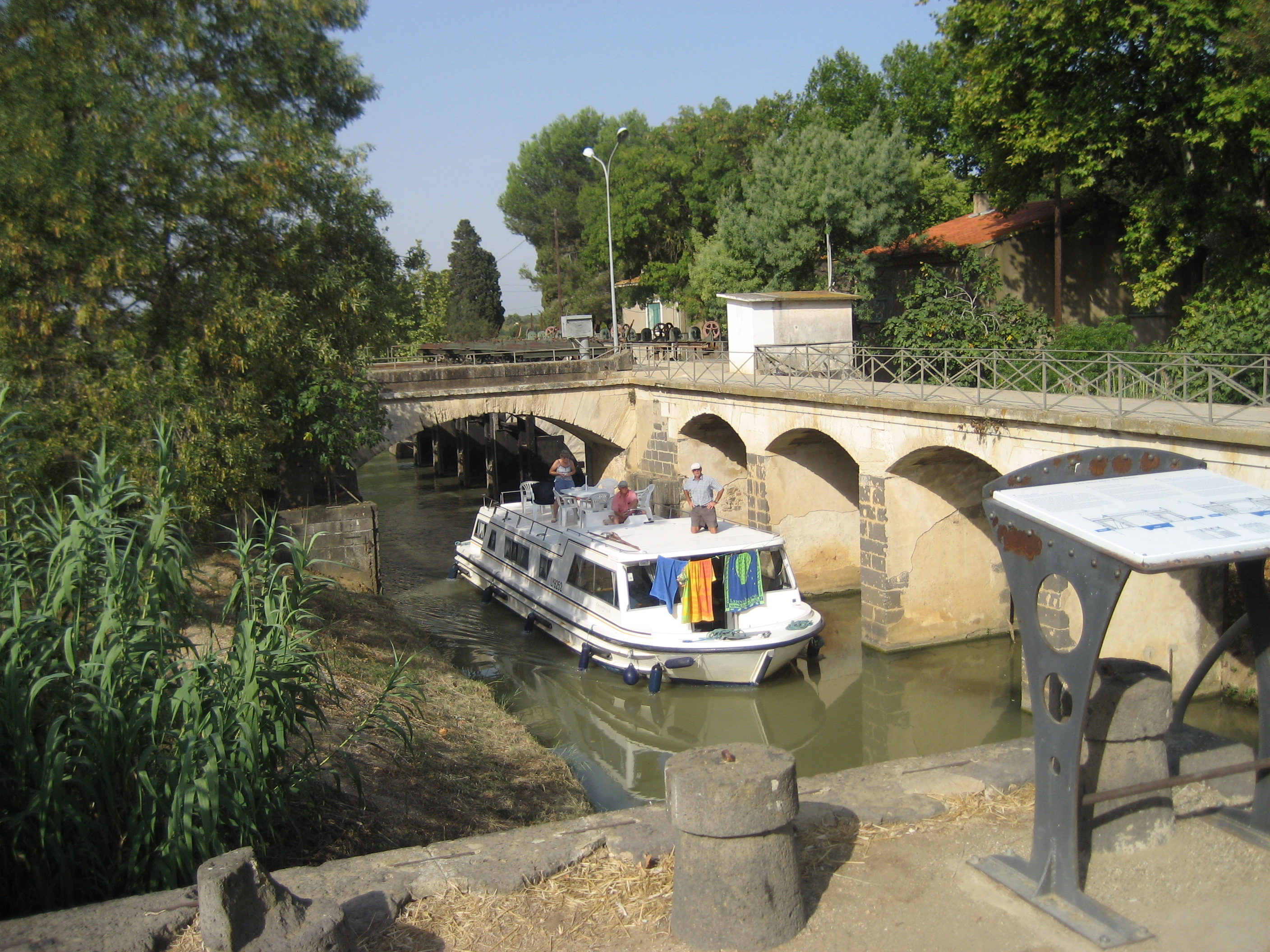
Les ouvrages du Libron.